# Nom des opérations militaires
 (février 2024).
Le choix du nom d'une opération militaire s'inscrit souvent dans une stratégie de communication. Il peut associer une opération à un symbole, afficher un but, constituer une forme de propagande. Les noms de code se sont multipliés à partir de la Première Guerre mondiale. Leur utilisation en vue de façonner les perceptions collectives s'est imposée au moment des essais nucléaires pratiqués par les Américains dès 1946.

## Première guerre mondiale
L'Etat-major allemand pendant la Première guerre mondiale aurait contribué à la vogue des noms d'opérations militaires. A l'origine, ces noms facilitaient la mémorisation, au sein de l'armée, d'opérations liées entre elles. La synchronisation des opérations s'est accélérée pendant la Première guerre mondiale, leur séquençage a été rendu plus méthodique ; les militaires devaient se souvenir de la succession des opérations, auxquelles sont attribués alors des noms évocateurs. 
Pour leur série d'attaques du font occidental en 1918 les Allemands déploient une gamme variée de noms de code d'opérations faisant référence à des figures religieuses, mythologiques ou historiques : "Archange", "Saint-Michel", "Saint-Georges", "Roland", "Mars", "Achille", "Castor", "Pollux" et "Valkyrie".
Ces noms avaient pour fonction, en partie, de motiver les troupes, dont le moral était en berne. 

## Seconde guerre mondiale
Aussi bien l'Axe que les Alliés utilisent des noms de code pour leurs opérations militaires.
L'Allemagne nazie y a recours largement ; si de nombreux noms sont choisis de manière aléatoire, les opérations importantes font l'objet d'un choix réfléchi de la part des instances dirigeantes. Un exemple célèbre est celui du nom de code de l’invasion de l’Union soviétique en 1941, appelée dans un premier temps "Fritz", d'après le nom du fils de l'officier qui avait planifié l'opération, le colonel Bernhard Von Lossberg. Toutefois, Adolf Hitler s'oppose à ce nom qui lui paraît trop ordinaire. Le 11 décembre 1940, il renomme l'opération Barbarossa, du nom de l'empereur romain germanique Frédéric Barberousse qui régna au XIIe siècle ; héros du nationalisme allemand, il avait soumis les Slaves de l'est,  et devait, selon la légende, se réveiller pour rétablir l'Allemagne dans son ancienne grandeur.
Les Britanniques ont accordé une grande importance au choix des noms de code. Churchill avait recommandé de veiller à ce qu'une mère qui a perdu son fils à la guerre ne puisse pas dire qu'il a été tué lors d'une opération portant un nom ridicule (par exemple «l'opération Bunnyhug », littéralement "embrassade de lapin", ou « opération Ballyhoo » qui signifie "battage médiatique").
Les États-Unis ont d'abord adopté des noms de couleurs, par exemple l'opération Gray pour l'occupation des Açores, l'opération Black pour l'occupation de Dakar ; mais la liste des opérations s'allongeant, les Américains ont adopté des dénominations proches de celles des Britanniques. 
Les effets de ces noms de code sur les perceptions collectives était limité ; souvent ils étaient à usage purement interne et n'ont été publiés qu'après la guerre, au moment où ils devenaient des faits d'histoire.

## Essais nucléaires américains
En 1946, lors des essais de bombe atomique de 1946 sur l'atoll de Bikini dans l'océan Pacifique, le ministère de la Guerre des États-Unis utilise les noms d'opérations «à des fins d'information publique». L'objectif est clairement de donner une certaine image, favorable, de l'armée américaine. L'amiral William H. P. Blandy (en) choisit le nom «Opération Crossroads» ("Croisée des chemins"), et publie la signification de cette appellation qui doit suggérer "que la puissance maritime, la puissance aérienne et peut-être l'humanité elle-même... sont à la croisée des chemins", ou encore, que "l'armée n'est pas sûre de sa direction, tant elle est elle-même impressionnée par la bombe atomique". Le nom est devenu populaire, contribuant au succès de l'opération ; les activistes pacifistes ont ironisé sur cette opération de communication américaine.

## Guerre de Corée
Le général américain MacArthur modifie les pratiques courantes en vigueur pendant la Seconde Guerre mondiale en faisant part à la presse du nom des opérations militaires immédiatement après leur déclenchement.  
À la suite de l'intervention de la Chine dans la guerre de Corée, le général Matthew Ridgway exploite plus que ne l'avait fait Douglas MacArthur les pouvoirs du nom des opérations, dans le but de remonter le moral des troupes très affectées par la guerre. Il choisit en 1951 des noms particulièrement belliqueux comme Thunderbolt, Roundup, Killer, Ripper, Courageous, Audacious et Dauntless, c'est-à-dire Coup de foudre, Rafle, Tueur, Éventreur, Courageux, Audacieux et Intrépide. Si le succès militaire fut au rendez-vous, il en alla autrement de l'effet produit sur les civils américains. Les médias critiquèrent vivement  le nom "Killer", "Tueur". Le chef d'état-major de l'armée, le général J. Lawton Collins, s'adresse à Ridgway pour attirer son attention sur le fait que « le mot "tueur"... a une connotation désagréable dans le contexte des relations publiques ». Les républicains ont allégué ce terme comme une preuve que «l'administration Truman n'avait d'autre objectif en Corée que de tuer les Chinois» ; le Département d'État a affirmé que «ce nom avait gâché les négociations avec la République populaire de Chine». Après "Killer", "Tueur", et "Ripper", "Eventreur", les noms adoptés devinrent moins sanguinaires. 

## Guerre du Viêtnam
AU début de la guerre du Viêtnam, l'armée américaine utilise des noms descriptifs pour ses opérations, ce qui l'amène progressivement à reproduire la même erreur de communication que lors de l'opération "Killer". En janvier 1966, une division de cavalerie engage une opération dont le nom, "Masher", littéralement "Presse-purée", suggérait le fait que l'ennemi devait s'écraser contre une deuxième division composée de Marines. Toutefois, le nom ayant été largement diffusé dans les médias, et ayant alimenté les critiques des activistes pacifistes, il provoqua la colère du président Johnson parce qu'il ne reflétait pas « l'accent mis sur la pacification ». L'opération connut un renommage rapide, et s'appela "White Wing", Aile blanche. Par la suite, l'armée s'abstint de noms descriptifs, et opta pour des noms de villes américaines comme Junction City et de figures historiques comme Nathan Hale, un patriote américain.  
Vers la fin de la guerre du Viêtnam l'armée américaine publie un guide pour les noms d'opérations militaires proscrivant les noms bellicistes, qui peuvent être «contre-productifs».

## Années 1980-2000
La première administration Bush « choisit des noms d’opérations calculés pour façonner les perceptions politiques », selon le linguiste Geoff Nunberg. 
L’invasion du Panama par les États-Unis en décembre 1989  a été appelée Opération « Just Cause  » (Cause juste). Le nom ayant été adopté par nombre de journalistes, ce succès en termes de communication a incité les administrations Bush et Clinton à forger des noms d'opération à caractère fortement idéologique. Cette tendance accompagne la production par le Pentagone d'images « de type jeu vidéo » de frappes de missiles américaines. 
Lors de la guerre du Golfe au début de 1991, le nom de l’Opération Tempête du Désert évoque un phénomène naturel, voire une action divine ; il grandit  les hommes politiques américains, qui apparaissent comme les instigateurs d'événements naturels divins, « avec des vents violents et des bombes guidées laser de 900 kg qui pleuvent du ciel ». En 2001, le nom de l'Opération « Infinite Justice » (Justice infinie)  pendant la guerre d'Afghanistan  en 2001 est controversé (car seule la justice de Dieu est censée être infinie), remplacé par le nom Enduring Freedom (Liberté immuable) qui a connu un succès médiatique ; le journaliste et critique des médias Norman Solomon (en) ironise cependant sur « la liberté du Pentagone de bombarder » les Afghans, qui n'avaient pas d'autre choix que d'« endurer » une telle opération.

## Étude du nom des opérations militaires
L'intérêt porté aux appellations des opérations militaires s'inscrit dans un champ d'étude linguistique plus vaste qui prend pour objet le vocabulaire militaire : sont ainsi analysés les noms des bombes, comme Little Boy, bombe nucléaire larguée sur la ville de Hiroshima, Fat Man, bombe nucléaire larguée sur la ville de Nagasaki, qui toutes deux tuèrent 200 000 civils japonais en 1945 ; les noms des unités militaires ; les concepts comme «frappe chirurgicale», «frappe préventive», «assassinat ciblé», «guerre contre le terrorisme» etc. Le langage utilisé dans un contexte militaire établit une passerelle entre l'armée et la société civile . 
La recherche sur ces thèmes a connu un essor dès les années 2000. Elle met l'accent sur les intérêts politiques qui déterminent les choix lexicaux, et sur le caractère manipulateur de certaines appellations, qui biaisent les représentations collectives de la guerre.  
Dalia Gavriely-Nuri, spécialiste de l'analyse des discours, soutient (en 2010) que dans l'usage contemporain, les noms d'opérations militaires sont fortement idéologisés. Ils visent à occulter le caractère sanglant de la guerre. Ils auraient trois objectifs : «naturaliser» la guerre (la présenter comme un phénomène naturel), l'«euphémiser» (adoucir l'image qu'on en donne), la «légitimer» (la présenter comme juste). Il s'agit de «dénominations destructrices», qui contribuent à l'annihilation symbolique de l'ennemi. Les noms d'opérations militaires imposent un cadre de communication qui influence les représentations collectives, simplifie la réalité, diffuse des stéréotypes.